# Gerhard Koch (Mediziner)
Gerhard Koch (* 7. Februar 1913 in Neubrandenburg; † 27. Dezember 1999 in Nürnberg) war ein deutscher Neurologe und Genetiker.

## Leben
Gerhard Koch, Sohn des Neubrandenburger Kaufmanns und Kolonialwarenhändlers Hermann Koch, besuchte das Gymnasium seiner Vaterstadt und bestand hier um 1931 das Abitur. Er trat 1930 der Hitlerjugend und 1932 den Artamanen bei. Zum 1. August 1932 schloss er sich der NSDAP an (Mitgliedsnummer 1.237.217), später gehörte er dem NS-Studentenbund, der SA und der SS an. Er studierte Medizin und Naturwissenschaften an den Universitäten Rostock, Königsberg und Breslau. Während seines Studiums wurde er 1934 Mitglied der Burschenschaft Alemannia Königsberg. 1939 erlangte er seine Approbation und wurde am 14. Juni 1940 durch die Universität Marburg zum Dr. med. promoviert. Danach erhielt er ein Stipendium der Deutschen Forschungsgemeinschaft zur Fortsetzung seiner Epilepsieforschung. 1942 rekrutierte ihn Otmar von Verschuer als externen Mitarbeiter des Kaiser-Wilhelm-Instituts für Anthropologie, menschliche Erblehre und Eugenik.
Nach Kriegsende war er als Gastarzt bei Julius Hallervorden in Dillenburg und danach an der Universitätsklinik Tübingen tätig. 1947 wurde er Facharzt für Neurologie und Psychiatrie. Nachdem Verschuer 1951 Professor für Humangenetik an der Universität Münster wurde, übernahm Koch 1952 die Leitung der dortigen humangenetisch-psychoneurologischen Forschungsstelle. 1954 wurde er in Münster habilitiert. 1965 gründete er das Institut für Humangenetik an der Universität Erlangen und übernahm dort den Lehrstuhl für Humangenetik und Anthropologie. 1978 wurde er emeritiert.
Er gehörte 1949 zu den Gründern der Gesellschaft für Konstitutionsforschung und 1967 der „Gesellschaft zur Bekämpfung der Mukoviszidose“. Ab 1968 gehörte er dem wissenschaftlichen Beirat der „Lebenshilfe für das geistig behinderte Kind“ an. Seine Autobiografie Inhaltsreiche Jahre eines Humangenetikers erschien 1982, jedoch ohne Hinweis auf seine Zugehörigkeit zu NS-Organisationen.
Er wurde unter anderem 1967 mit dem Michael-Preis der Stiftung Michael ausgezeichnet.

## Veröffentlichungen (Auswahl)
- Die Gesellschaft für Konstitutionsforschung. Anfang und Ende 1942–1965: Die Institute für Anthropologie, Rassenbiologie, Humangenetik an den deutschen Hochschulen. Die Rassenpolitischen Ämter der Jahre 1933–1945. Erlangen 1985.
- Humangenetik und Neuro-Psychiatrie in meiner Zeit (1932–1978). Jahre der Entscheidung. Erlangen/Jena 1993.